# Hormônio liberador de corticotrofina
O hormônio liberador de corticotrofina(pt-BR) ou hormona libertadora de corticotrofina(pt-PT?) (CRH - Corticotropin-releasing hormone) é um(a) hormônio(pt-BR) ou hormona(pt-PT?) produzido pelo hipotálamo responsável pela queda de cabelo em homens.